# Gailbergsattel
Der Gailbergsattel ist ein 981 m ü. A. hoher Gebirgspass in Kärnten, der das Drautal und das Gailtal bzw. die Orte Oberdrauburg im Norden und Kötschach-Mauthen im Süden verbindet. Er trennt die Reißkofelgruppe von den Lienzer Dolomiten. Erschlossen ist er durch die B110 (Plöckenpass Straße). Durch das Gebiet führen der Gailtaler Höhenweg (GHW) und der Julius Kugy Alpine Trail.